# Zachorzów
Zachorzów – wieś w Polsce położona w województwie łódzkim, w powiecie opoczyńskim, w gminie Sławno.
W latach 1975–1998 miejscowość administracyjnie należała do województwa piotrkowskiego.
Wieś jest siedzibą rzymskokatolickiej parafii św. Michała Archanioła.

## Części wsi
| SIMC    | Nazwa       | Rodzaj    |
| ------- | ----------- | --------- |
| 0552219 | Dęborzyczka | część wsi |
| 0552171 | Góry        | część wsi |
| 0552188 | Kolonijka   | część wsi |
| 0552194 | Stara Wieś  | część wsi |

## Zabytki
Według rejestru zabytków Narodowego Instytutu Dziedzictwa na listę zabytków wpisany jest obiekt:
- kaplica pw. św. Michała Archanioła (dec.: św. Izydora), drewniana, 1875, nr rej.: 782 z 30.05.1972

## Urodzeni w Zachorzowie
- Adam Korwin-Sokołowski – polski wojskowy, samorządowiec, podpułkownik dyplomowany kawalerii Wojska Polskiego, kawaler Orderu Virtuti Militari, wojewoda nowogródzki.
- Henryk Krzysztofik – polski duchowny katolicki, gwardian i rektor domu zakonnego w Lublinie, błogosławiony męczennik Kościoła katolickiego, ofiara KL Dachau[7].